# 脇田尚揮
脇田 尚揮（わきた なおき、1982年6月13日- ）は、日本の占い師、心理テストクリエーター、官能風水師、霊眼導士。僧侶。通称・ツクヨミの末裔。
血液型占いはB型女子が良いこととかかれたことがない。

## 来歴
- 鹿児島県出身。オフィスJuno代表。
- 鹿児島大学卒業後、法科大学院に進学。
- 鹿児島市にオフィスJuno（事務所）を設立しながら、表参道にてサロンをオープン。イケメン占い師として雑誌・テレビなどメディアに取り上げられる。

## 占いスタイル
- 占いに統計学、環境学、心理学を取り込んでおり、カウンセリングにも通じているとしている[4]。
- 官能風水師としても活動。「彼を勃起させる風水術」、「私が濡れ濡れになる香り風水」などを紹介している[1]。
- ネットコンテンツの監修も数多く手がけ、「奇跡を呼び込むアニミズム占星術」、「まるみえ心理テスト」、「霧島の月讀壮士」などをリリースしている。
- 霊眼導士と呼ばれる。 神々の力を受け継ぎ、すべてを見抜いてしまう“霊眼”によって、相談者の魂、悩みの核心、未来を露わにできるとしている[2]。
- 月讀命の末裔としてその力を受け継ぎ、相談者の魂を読み、または魂が見え、触れることができ、未来を解き明かすことができるとしている[3]但し、本人は否定している。

## エピソード
- 「神の力を受け継いでおり、魂が見える」などとして複数の占いコンテンツを監修・販売している一方、ブログ内では、『「見える」とか「霊感がある」とかは全く無く、本当にただの凡人、普通の人です。』と述べ、占いコンテンツについては「あくまで作品としての名称」としている[4]。
- 月讀命（神道）、アニミズム（原始宗教）という宗教的要素が深く絡んだ占いコンテンツを販売しているものの、本人は「宗教はあまり好きではない」と発言している。[5]一方で、尚徳という法名で秀心寺という禅宗寺院を運営している。

## レギュラー番組
- ゆうテレ（KTS鹿児島テレビ、占い監修）
- 青木隆治のエンタメまるっとLIVE（NOTTV、2013年9月 - ）

## 著書
- Birthday Stone 366（扶桑社、2013年1月25日） ISBN 978-4906860111
- オトナの恋愛心理テスト（双葉社、2013年10月16日） ISBN 978-4575305777